# Holconia westralia
Holconia westralia là một loài nhện trong họ Sparassidae.
Loài này thuộc chi Holconia. Holconia westralia được Arthur Stanley Hirst miêu tả năm 1991.